# Minuf
Minuf, auch Menouf (arabisch منوف, DMG Minūf), ist eine Stadt in Ägypten innerhalb des Gouvernement al-Minufiyya mit ca. 117.000 Einwohnern. Die Stadt gibt dem Gouvernement seinen Namen, ist allerdings nicht seine Hauptstadt.

## Geschichte
Minuf ist eine der mehreren ständig bewohnten altägyptischen Städte im Gouvernement.

## Bevölkerungsentwicklung
| Zensusjahr | Einwohnerzahl |
| ---------- | ------------- |
| 1996       | 77.773        |
| 2006       | 89.262        |
| 2018       | 117.107       |

## Persönlichkeiten
- Sedki Sobhy (* 1955), ägyptischer Politiker und ehemaliger General